# Milenko Tepić
Milenko Tepić (Belgrado, 27 de janeiro de 1987) é um basquetebolista profissional sérvio, atualmente joga no Enel Brindisi da Serie A.